# Clemens Kathke
Clemens A. Kathke (* 1938 in Bernburg an der Saale; † 7. Mai 2008 in Paderborn) war ein deutscher Theologe.

## Leben
Clemens Kathke empfing 1962 in Paderborn das Sakrament der Priesterweihe. Er war zunächst Leiter eines heilpädagogischen Zentrums für geistig- und mehrfach behinderte Menschen in Warburg, im ostwestfälischen Kreis Höxter. 1981 wurde er Vorstandssprecher der Josefs-Gesellschaft (JG-Gruppe) in Köln, einem katholischen Träger von Krankenhäusern, Altenheimen und Einrichtungen mit circa 6000 Plätzen für Behinderte, und Mitglied im Deutschen Caritasverband. Von 1995 bis 1997 war er Diözesan-Behindertenseelsorger im Erzbistum Paderborn. 
Clemens Kathke war von 1997 bis zum Februar 2008 Leiter und Generalsekretär des Bonifatiuswerks der deutschen Katholiken, eines Diaspora-Hilfswerks. Er hatte wesentlichen Anteil an der strukturellen Neuausrichtung des Hilfswerkes, insbesondere bei der Kinderpastoral- und Jugendarbeit. Zahlreiche Neugründungen und Wiederbelebungen von Klöstern der römisch-katholischen Kirche in der Diaspora wurden von ihm initiiert. Parallel war er Sekretär des Diaspora-Kommissariats der Deutschen Bischofskonferenz. Seit 2007 war er Vorstandsmitglied des Katholischen Pressebundes.
1999 wurde er von Papst Johannes Paul II. zum Päpstlichen Ehrenprälaten ernannt.